# Jiudu (socken i Kina, Guangxi)
Jiudu (kinesiska: 九渡乡, 九渡) är en socken i Kina. Den ligger i den autonoma regionen Guangxi, i den södra delen av landet, omkring 160 kilometer norr om regionhuvudstaden Nanning. Antalet invånare är 14068. Befolkningen består av 6 963 kvinnor och 7 105 män. Barn under 15 år utgör 31 %, vuxna 15-64 år 57 %, och äldre över 65 år 10,0 %.
Genomsnittlig årsnederbörd är 1 962 millimeter. Den regnigaste månaden är juni, med i genomsnitt 354 mm nederbörd, och den torraste är februari, med 41 mm nederbörd.